# Endlicheria browniana
Endlicheria browniana är en lagerväxtart som beskrevs av Carl Christian Mez. Endlicheria browniana ingår i släktet Endlicheria och familjen lagerväxter. Inga underarter finns listade i Catalogue of Life.